# Hélène Dutrieu
Hélène Dutrieu (Tournai, 10 de juliol de 1877 – París, 26 de juny de 1961), va ser una campiona de ciclisme, ciclista de risc, conductora de risc de vehicles, conductora de cotxes de cursa, aviadora pionera, conductora d'ambulància en la guerra, i directora d'un hospital militar.

## Biografia
Hélène Dutrieu va néixer el 10 de juliol de 1877 a la ciutat belga de Tournai, filla d'un oficial de l'exèrcit belga. Va deixar l'escola a l'edat de 14 anys per guanyar-se la vida treballant.

### Ciclista reeixida
Dutrieu es converteix en una ciclista de pista professional competint per a l'equip Simpson Lever Chain. El 1895 guanya el record mundial de dones per a la distància recorreguda amb bicicleta durant una hora. El 1897 i 1898 guanya el campionat mundial de velocitat en pista de dones que es corre en Oostende, Bèlgica, i es guanya el sobrenom de La Fletxa Humana. L'agost de 1898 guanya el Grand Prix d'Europe i al novembre d'aquest mateix any guanya la Course de 12 Jours (Cursa dels 12 dies) a Londres. Leopold II de Bèlgica li atorga a Dutrieu la Creu de Sant Andreu amb diamants en reconeixement pels seus èxits com a ciclista. Posteriorment treballa en diversos xous amb números de ciclisme i al juliol de 1903 dona la volta amb bicicleta per dins d'un bucle vertical a Eldorado a Marsella, França. Aquest bucle, així com una rampa que utilitzava en els seus espectacles, van ser patentats per ella. El setembre del 1903 es presenta en l'Olympia de Londres. Hélène desenvolupa una reeixida trajectòria com a conductora de risc de bicicletes i motocicletes, com també com a conductora de cotxes de cursa i conductora de risc.

### Assoliments en l'aviació

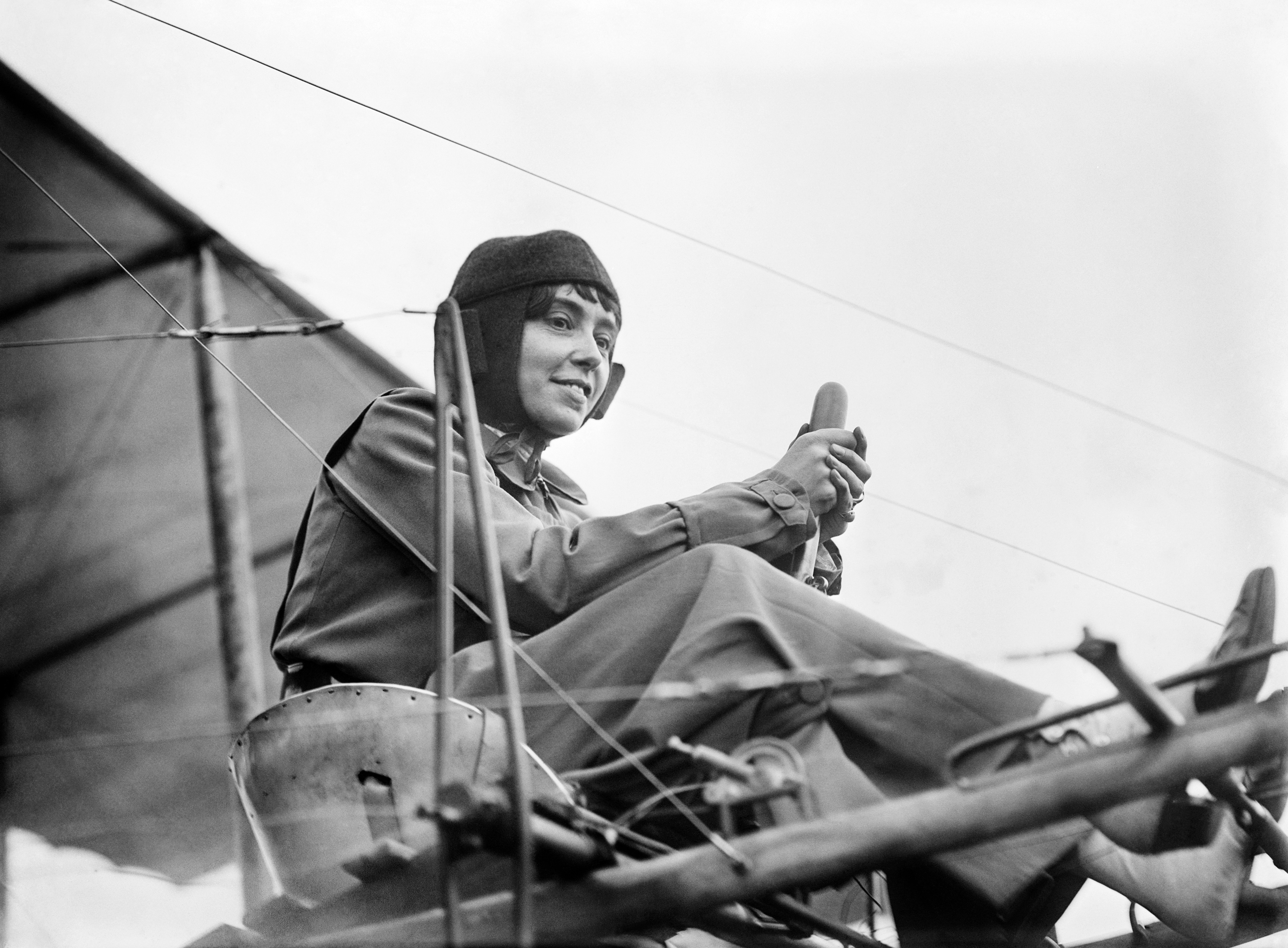
Hélène Dutrieu en el seu aeroplà c. 1911.

El 1908 la fàbrica francesa Clément-Bayard convenç, oferint-li un contracte de 2.000 francs al mes, a Dutrieu perquè es converteixi en la primera pilot del seu nou monoplà ultralleuger, dissenyat per Santos-Dumont i denominat Demoiselle (Jove dama) no.19 per tal de promocionar-lo. Dutrieu es va estavellar durant l'enlairament del seu primer vol i l'aeroplà va quedar destrossat però el 20 de gener de 1910 aconsegueix convertir-se en una pilot d'èxit volant sola a bord de la Demoiselle. El 19 d'abril de 1910 a la localitat de Blankenberge es converteix en la primera dona que transporta en un avió un passatger, el seu mecànic. El 25 de novembre de 1910 Dutrieu es converteix en la quarta dona del món i la primera belga a la qual se li atorga una llicència de pilot d'aeroplà, rep la llicència No 27 de l'Aéro-Club de Bèlgica. Gràcies a la seua participació en xous de l'aire es guanya el sobrenom de la "Noia falcó". Poc després, quan a França es va començar a implantar el sistema de palanca i pedal de direcció en cabina tancada, es va produir un petit escàndol a la seva carrera com a aviadora quan la premsa va informar que no utilitzava cotilla per a volar, tot i que era perquè en cas d'accident la cotilla podia provocar lesions internes.
El setembre del 1910 Dutrieu vola sense parada des de Oostende a Bruges, Bèlgica. Des del 26 de setembre a l'1 d'octubre vola sovint portant passatgers durant la setmana de l'aviació en Burton-upon-Trent a Anglaterra. Va ser la primera dona pilot que roman en l'aire per més d'una hora i el 21 de desembre de 1910 és la primera guanyadora de la Coupe Femina (Copa Femenina) per un vol sense parades de 167 km en 2 hores i 35 minuts. El 1911 torna a liderar la Coupe Femina per un vol de 254 km en 2 hores i 58 minuts però aquest any la copa és guanyada finalment per Marie Marvingt.

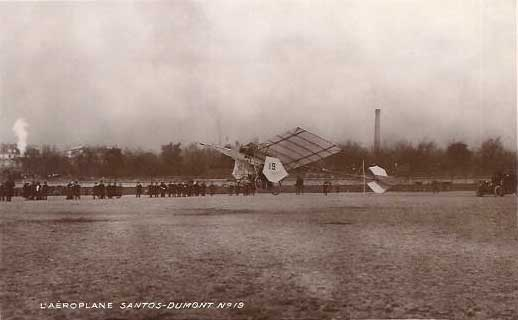
L'aeroplà Santos-Dumont no.19 que Dutrieu va intentar volar el 1908.

El maig de 1911 Dutrieu participa en la Coppa del Re (Copa del Rei) a Florència, com a única dona dels 15 participants i guanya. Al setembre d'aquell mateix any Dutrieu viatja als Estats Units amb el seu biplà Henry Farman III i participa en la competició aèria de Nassau Boulevard a Garden City, Nova York on guanya el premi de resistència femení. Competeix pel record mundial d'altitud per a dones i el trofeu Rodman-Wanamaker, guanyat per Matilde Moisant. El desembre de 1911 va establir un nou record mundial femení de velocitat al cobrir sense escales 252 km. en 2 hores i 58 minuts.
El 1912 és la primera dona a pilotar un hidroavió i aquell mateix any guanya un premi en una competició contra quatre pilots d'hidroavions, entre ells Réne Caudron, a Ouchy-Lausana, Suïssa. L'any 1913 Dutrieu es converteix en la primera dona aviadora a ser distingida amb la Legió d'Honor.

### Vida posterior
En esclatar la primera guerra mundial fa alguns vols de reconeixement, però com que les dones no estan autoritzades a volar, fa de conductora d'ambulàncies per a la Creu Roja Francesa i després dirigeix l'hospital militar de Val-de-Grâce a París.
Després de la guerra fa de periodista i el 1922 es casa amb el polític, periodista i escriptor francès Pierre Mortier i es dedica a administrar les publicacions que ell edita.
Hélène Dutrieu mor a París, el 26 de juny de 1961, als 83 anys.